# Kuusikivensaaret
Kuusikivensaaret är en ö i Finland. Den ligger i sjön Jääsjärvi och i kommunen Gustav Adolfs i den ekonomiska regionen  Lahtis ekonomiska region  och landskapet Päijänne-Tavastland, i den södra delen av landet, 170 km norr om huvudstaden Helsingfors. Öns area är 1,8 hektar och dess största längd är 290 meter i sydöst-nordvästlig riktning.  Notera att namnet antyder att det är fråga om flera öar.